# Rhoptromeris heptoma
Rhoptromeris heptoma är en stekelart som först beskrevs av Hartig 1840.  Rhoptromeris heptoma ingår i släktet Rhoptromeris, och familjen glattsteklar. Arten är reproducerande i Sverige.